# Законы Дальтона
Зако́ны Да́льто́на — два физических закона, сформулированых Джоном Дальтоном в начале XIX века.
Первый закон связывает парциальные давления газов в смеси и суммарное давление этой смеси.  Второй закон связывает парциальные давления газов в смеси и их относительную растворимость в жидкости, иногда этот закон называют законом Генри — Дальтона.
Дальтону также принадлежит формулировка закона кратных отношений (1803): если два элемента образуют друг с другом несколько соединений, то массы одного элемента, приходящиеся на единицу массы другого элемента, относятся как целые числа, обычно небольшие.

## Формулировка законов

### Закон о суммарном давлении смеси газов

Иллюстрация к закону о сумме парциальных давлений газов

Этот эмпирический закон был открыт Джоном Дальтоном в 1801 году и опубликован им в 1802 году. Теоретическое обоснование этого закона на основе молекулярно-кинетической теории было сделано значительно позже.

Давление смеси химически не взаимодействующих идеальных газов равно сумме их парциальных давлений.

{\displaystyle P=\sum _{i=1}^{n}{p_{i}}=p_{1}+p_{2}+\cdots +p_{n}.}

### Закон о растворимости компонентов газовой смеси
Этот закон, сформулированный Уильямом Генри в 1803 году в иностранной литературе обычно называют законом Генри.

При постоянной температуре растворимость компонента газовой смеси, находящейся над жидкостью, в указанной жидкости пропорциональна парциальному давлению этого компонента.

{\displaystyle \ m_{i}={\frac {p_{i}}{P}}.}

## Пределы применимости
Законы Дальтона для реальных газов выполняются тем лучше, чем ближе эти газы к идеальному газу — при очень малых давлениях, когда среднее расстояние между молекулами значительно больше их собственных размеров и взаимодействие молекул друг с другом практически отсутствует, и при малой растворимости газа в жидкости.